# Дибдин, Чарлз
Ча́рлз Ди́бдин (англ. Charles Dibdin; 15 марта 1745, Саутгемптон, Англия, Великобритания — 25 июля 1814, Лондон, Англия, Великобритания) — английский композитор, певец (баритон), писатель и актёр.

## Биография
Сын ювелира. Учился в престижном Винчестерском колледже. В 1756—1759 годах пел в хоре Уинчестерского собора. С 1760 года работал в Лондоне. В 1760—1775 годах — на сцене «Ковент-Гарден» и «Друри-Лейн». В 1792—1805 годах возглавлял собственный театр «Сан-Суси». Ему принадлежит авторство эстрадных моноспектаклей застольных развлечений («тейбл-энтертейнмент»). Написал 76 опер (из них 46 на собственные либретто). Среди переводчиков стихов Дибдина — Леонид Мартынов. Два его сына стали популярными драматургами.